# Eupeodes volucris
Eupeodes volucris là một loài ruồi trong họ Ruồi giả ong (Syrphidae). Loài này được Osten Sacken mô tả khoa học đầu tiên năm 1877. Eupeodes volucris phân bố ở miền Tân bắc